# 마지 에반스

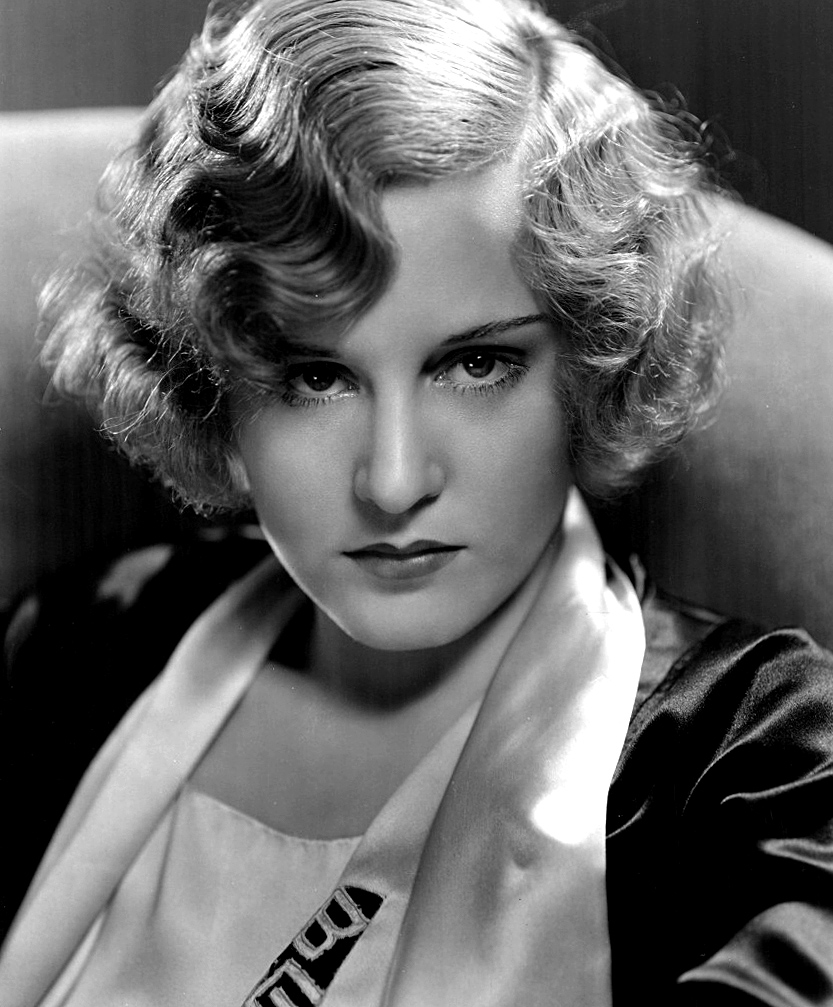

마지 에반스(Madge Evans, 1909년 7월 1일 ~ 1981년 4월 26일)는 미국의 배우, 텔레비전 배우, 영화배우, 모델, 연극 배우이다.
맨해튼에서 태어났다.

## 영화
- 스튜디오 원 (1948년)
- 내 사랑 시카고 (1936년)
- 데이빗 코퍼필드 (1935년)
- 스탠드 업 앤 치어! (1934년)
- 더 뉴슨스 (1933년)
- 헬 빌로우 (1933년)
- 지옥의 시장 (1933년)
- 할렐루야 아임 어 범 (1933년)
- 8시 석찬 (1933년)